# 聖書学者の一覧
聖書学者の一覧（せいしょがくしゃのいちらん）では、聖書（旧約聖書・新約聖書）や聖書外典、あるいはその関連文書について批判的に、また様々な角度から考察し、議論し、註釈を書いた研究者を一覧にした。

## 一覧

### あ
- 青野太潮（新約）
- 浅野順一（1899年 ‐ 1981年。旧約）
- 浅見定雄（旧約）
- 石田友雄（旧約）
- 内田和彦（新約）
- 雨宮慧（旧約）
- 荒井献（新約）
- 大貫隆（新約）
- 尾山令仁（旧新約）

- オットー・アイスフェルト　Otto Eissfeldt
- ヨハン・ゴットフリート・アイヒホルン　Johann Gottfried Eichhorn
- ヴァルター・アイヒロート　Walther Eichrodt
- アバ・マリ・アストリュク　Abba Mari ben Moses ben Joseph Astruc （ユダヤ教）[1]
- ジャン・アストリュク　Jean Astruc：トーラー注解（カトリック。ユダヤ系の家系）
- イェルク・イェレミアス（ドイツ語版）
- ヤン・ガブリエル・ファン・ダ・ヴァット Jan G. van der Watt：（新約）オランダ。福音書研究。
- B・B・ウォーフィールド　Benjamin Breckinridge Warfield
- ユリウス・ヴェルハウゼン　Julius Wellhausen (1844-1974) - ヘブライ聖書史、トーラー出典批評、文書仮説

### か
- 木田献一（1930年 - 2013年。旧約）
- 小林稔（新約）

- オットー・カイザー (学者)（英語版） Otto Kaiser
- ヨハン・フィーリプ・ガーブラー（英語版）（1753年 – 1826年）近代聖書学者の始まり
- ケネス・キッチン（K・A・キッチン）
- ダヴィド・キムヒ（ラダク）（ユダヤ教）
- アウグスト・クロースターマン（クロステルマン）　August Klostermann (1837-1915)（旧約）
- ルートヴィヒ・ケーラー　Ludwig Koehler（スイス、旧約、ヘブライ語の比較言語学的研究）
- ハンス・コンツェルマン（新約）

### さ
- 榊原康夫（旧新約 外典）
- 左近淑（旧約）
- 佐竹明（新約）
- 佐藤研（新約）
- 鈴木佳秀（旧約）
- 関根清三（旧約）
- 関根正雄（1912年 - 2000年。旧約）

- E.P.サンダース（英語版）（新約）
- アルトゥル・ショーペンハウアー　Arthur Schopenhauer

### た
- 高柳富夫（旧約）
- 田川建三（新約）
- 塚本虎二（1885年 - 1973年。新約）
- 月本昭男（旧約、オリエント学）
- 辻学（新約）公同書簡の研究家。
- 津村俊夫（旧約）
- 土岐健治
- 土戸清（新約）

- ゲルト・タイセン（英語版）（新約）
- ヴィルヘルム・M・L・デ・ヴェッテ（英語版）
- エティエンヌ・トロクメ（フランス語版） Étienne Trocmé

### な
- 並木浩一（旧約）
- 野本真也（旧約）

- ニコラス・トマス・ライト
- マルティン・ノート　Martin Noth（旧約）

### は
- 橋本滋男（1935年 - 2008年。新約）共観福音書研究。

- フェデリコ・バルバロ
- ロバート・プライス　Robert M. Price[2]
- ヘルベルト・ブラウン（ドイツ語版）
- レイモンド・E・ブラウン
- ルドルフ・カール・ブルトマン（1884年 - 1976年）20世紀を代表する新約聖書学者
- グスタフ・ヘルシャー（英語版）
- アブラハム・ベン・エズラ（12世紀スペインのユダヤ教のラビ・学者・詩人）

### ま
- 前田護郎（新約）
- 松田伊作（旧約、セム語）
- 水野隆一（ヘブライ語聖書学）

- バートン・L・マック Burton L. Mack (新約)
- ジョン・グレッサム・メイチェン　John Gresham Machen

### や
- 八木誠一（新約）

### ら
- ヘイッキ・ライサネン Heikki Räisänen：（新約）フィンランド人。パウロ研究。
- ラシ （本名はシュローモー・イツハーキー Rabbi Shlomoh Yitzchaqi (Rashi)、11世紀フランスのユダヤ教のラビ。ラシの名で知られる）
- ヨハン・ロイヒロン　Johann Reuchlin：ドイツにおけるギリシア学・ヘブライ学の建設者

### わ
- 和田幹男（旧約）